# Petra Malkoč
Petra Malkoč (ur. 21 września 1992) – chorwacka lekkoatletka, skoczkini o tyczce.
Wielokrotna mistrzyni Chorwacji. Reprezentantka kraju w drużynowych mistrzostwach Europy. 